# ЗИЛ-157

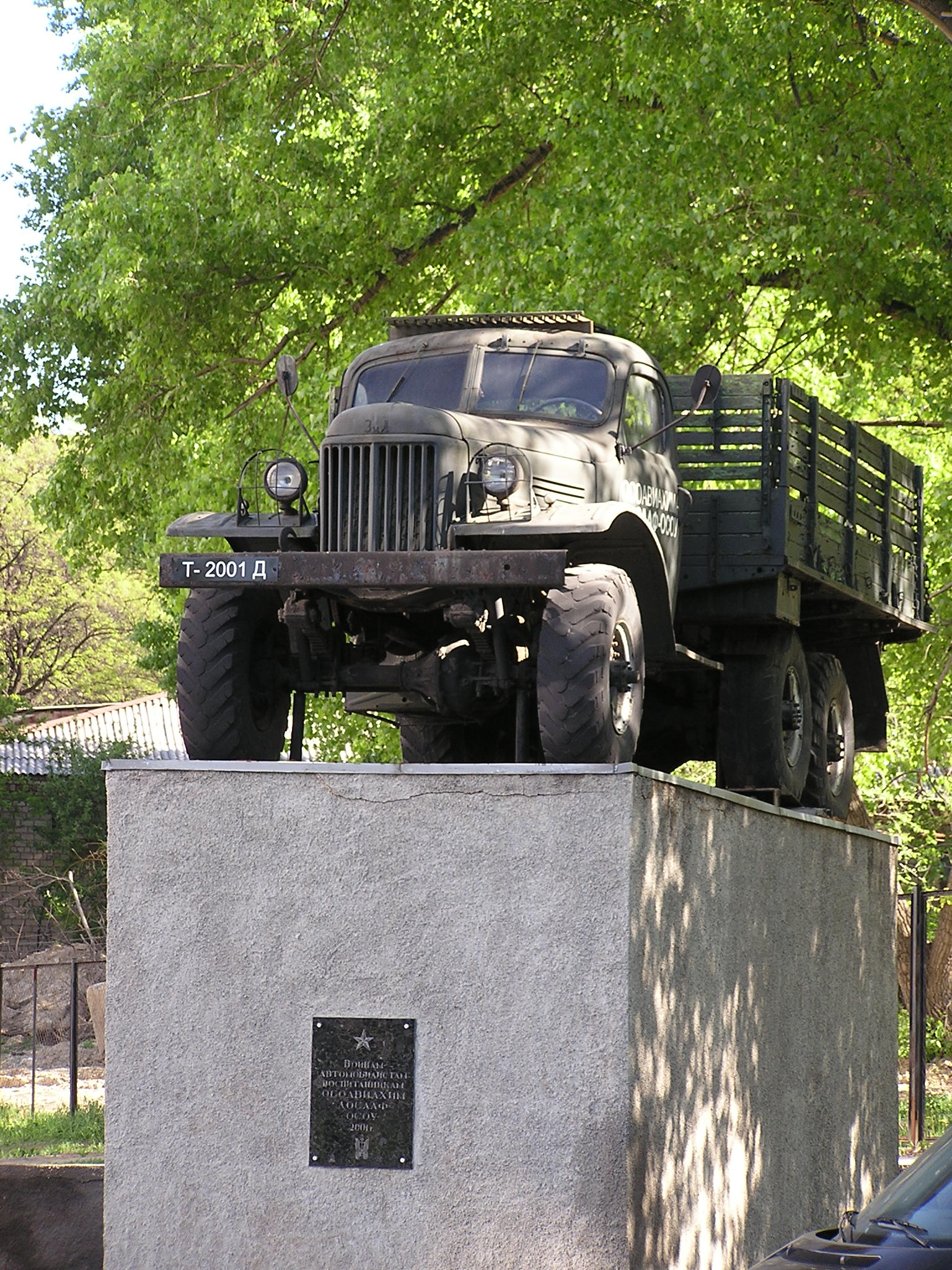
Памятник воинам-автомобилистам с ЗИЛ-157 на пьедестале

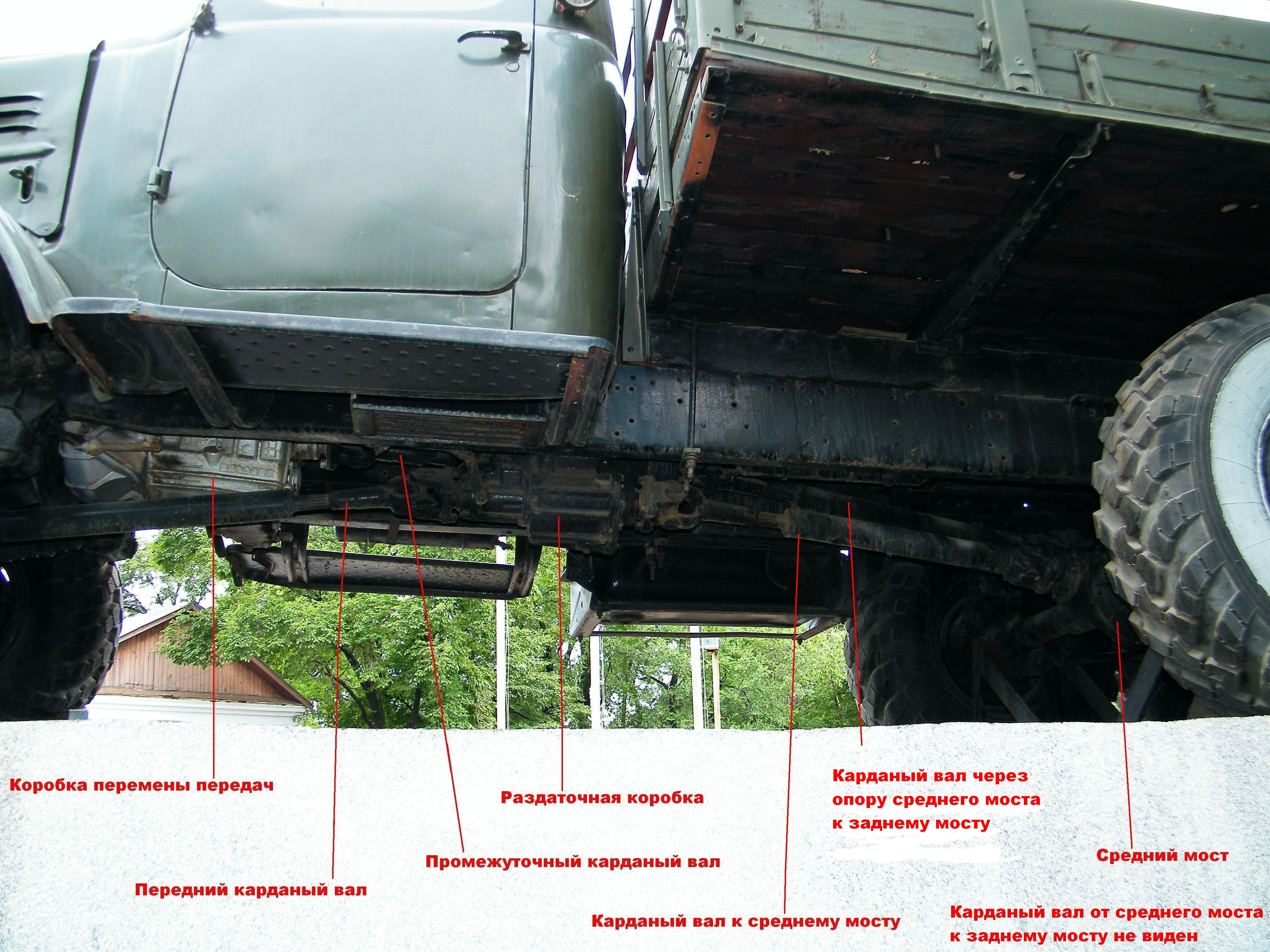
Трансмиссия автомобиля ЗИЛ-157

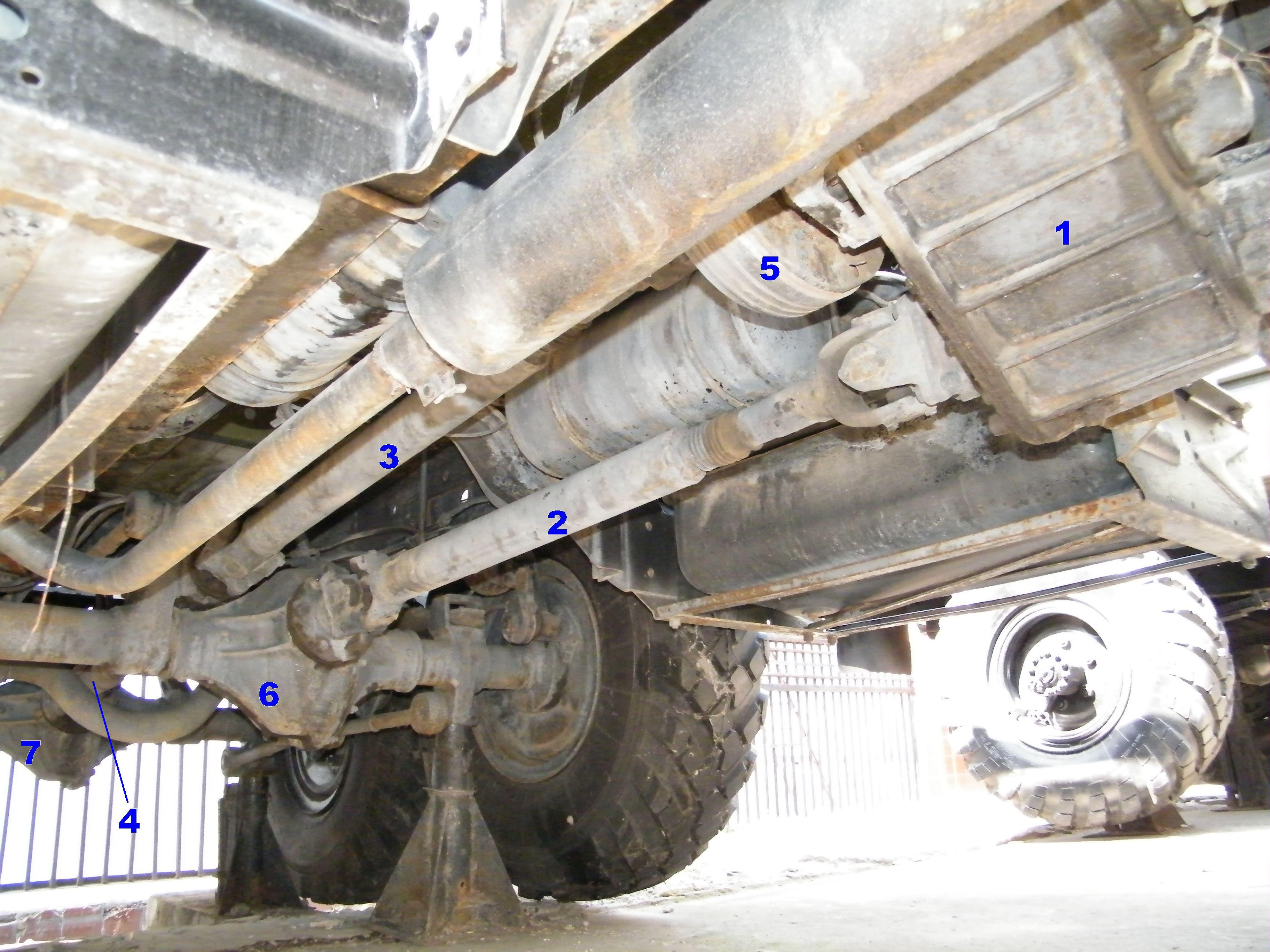
ЗИЛ-157, трансмиссия:
1 — раздаточная коробка
2 — карданный вал к среднему мосту
3 — карданный вал к заднему мосту через средний мост
4 — карданный вал к заднему мосту от среднего моста
5 — стояночный тормоз
6 — средний мост
7 — задний мост
Передний мост и карданный вал к нему на фотографии не видны.

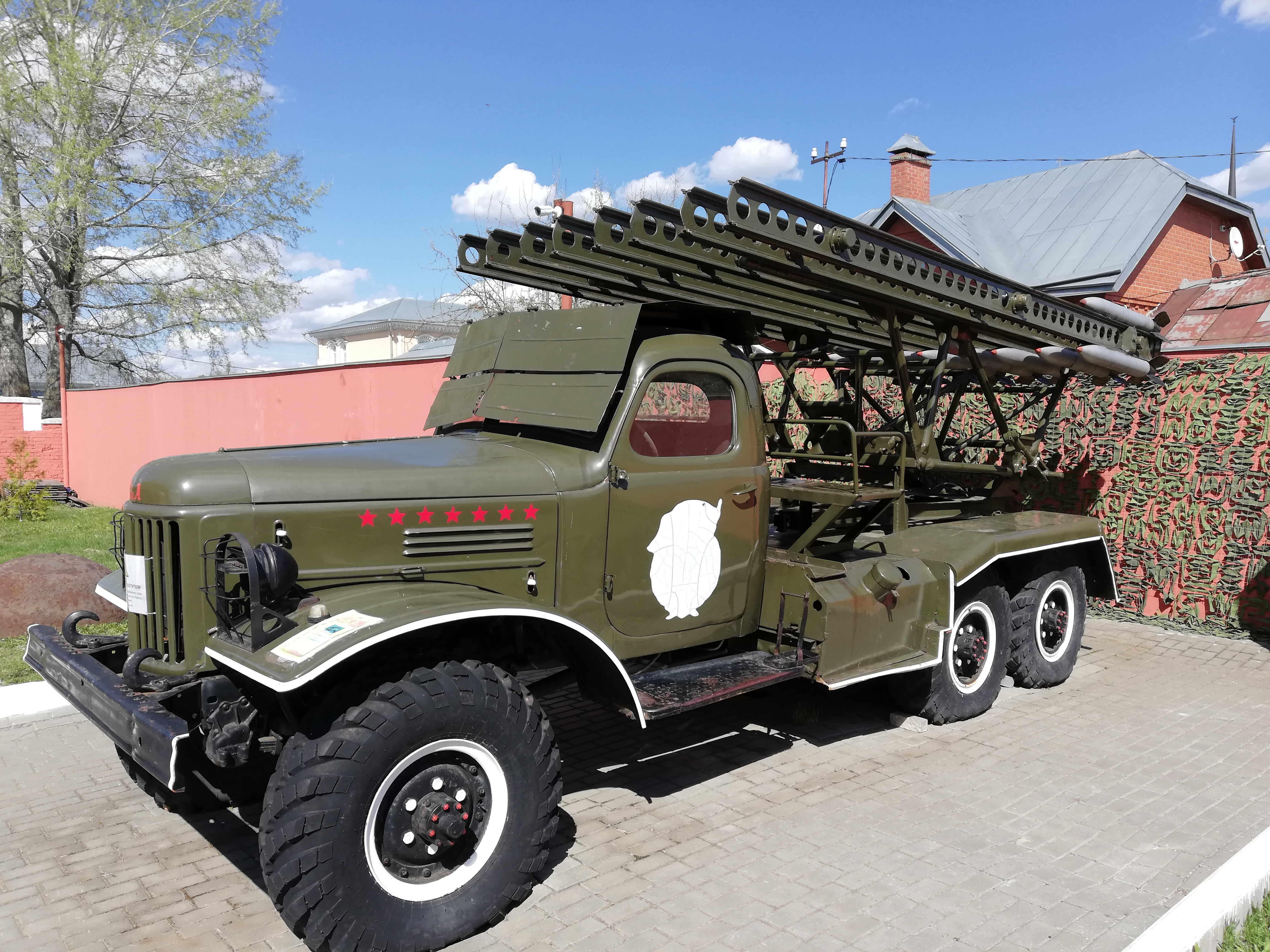
БМ-13 на базе ЗИЛ-157

ЗиЛ-157 — советский и российский среднетоннажный грузовой автомобиль повышенной проходимости производства Завода имени Лихачёва (ЗИЛ).
ЗиЛ-157 выпускался серийно с 1958 года в основном для народного хозяйства и Вооружённых сил СССР. Использовалась кабина от ЗиС-151 с незначительными изменениями. В ВС был впоследствии заменён на ЗиЛ-131 и Урал-375. Всего было выпущено 797 934 экземпляра всех модификаций. Создан в конце 1954 года, серийно производился с 1958 года по 1991 год (на самом ЗиЛ — до 14 апреля 1982 года). В Новоуральске машину серийно выпускали до 1991 года, но последние экземпляры модели были сделаны в 1994 году. Кабина ЗиЛ-157 была улучшена для облегчения работы водителя: она имеет печку с электрическим вентилятором, работающую от системы охлаждения двигателя. Для более плавного хода были улучшены амортизаторы подвески.

## История
В 1958 году ЗИЛ-157 был награждён Большим призом Всемирной выставки в Брюсселе.
С 1958 года по 1961 год выпускался ЗИЛ-157, с 1961 по 1978 год — ЗиЛ-157К (в этой модели изменилось распределение нагрузки по осям, применена новая коробка передач, однодисковое сцепление, телескопические амортизаторы), в 1982 году производство было перенесено на УАМЗ (Уральский автомоторный завод), в то время один из филиалов (ПО «АвтоЗиЛ») под индексом ЗиЛ-157КД. Там производился до 1991 года. Массово использовался в колхозах и леспромхозах по причине высокой проходимости, неприхотливости и объёма кузова. Особую любовь ЗиЛ-157 получил за свою простоту и надёжность в Советской армии, для которой и создавался. Это в основном и объясняет столь его долгое серийное производство, причем на протяжении четверти века одновременно со своим потомком — ЗИЛ-131.

## Особенности эксплуатации
Автомобиль ЗИЛ-157, как и его предшественник ЗИС-151, имел сложную трансмиссию с пятью карданными валами: промежуточный (между раздаточной коробкой и КПП); на передний мост; на средний мост; к заднему мосту подходили два карданных вала с промежуточным подшипниковым узлом на среднем мосту. На ЗИЛ-157 применялись колёса и шины размером 12,00—18. Впервые в советском автомобилестроении на грузовом автомобиле была применена система централизованного регулирования давления в автомобильных шинах. Водитель со своего места мог регулировать давление в шинах (во всех или по выбору).
Автомобильный компрессор позволял продолжать движение при небольших пробоинах в шинах. При движении по снежной целине или заболоченной местности была возможность кратковременно снижать давление до 0,7 кг/см². При этом скорость движения автомобиля не должна была превышать 10 км/ч. Ресурс шин при такой езде не превышал 150 км (при эксплуатации с нормальным давлением 2,8 кг/см² гарантийный пробег шин составляет 10 тыс. км).
В зимнее время машина требует тщательного присмотра за системой охлаждения, при необходимости применяются кожухи-утеплители на радиатор.
Серьёзным недостатком для столь тяжёлого грузовика является отсутствие гидравлического усилителя рулевого управления.

## Технические характеристики
- Снаряженная масса, кг: 5540[8]
- нагрузка на переднюю ось, кг: 2400[9]
- нагрузка на заднюю тележку, кг: 3140[9]
- Полная масса автомобиля, кг: 10 190[9]
- нагрузка на переднюю ось, кг: 2770[9]
- нагрузка на заднюю тележку, кг: 7420[9]
- Дорожный просвет, мм 310[4][3]
- Высота, мм: 2360 (с тентом — 2915)[3]
- Длина, мм: 6684[3]
- База, мм: 4225[3]
- Ширина, мм 2315[3]
- Максимальная мощность, кВт (л. с.): 80,2 (109)
- Максимальная частота вращения коленчатого вала, об/мин: 2800
- Максимальная скорость, км/ч: 65[2]
- Передаточные числа коробки передач:
  - 1-я передача: 7,44
  - 2-я передача: 4,10
  - 3-я передача: 2,29
  - 4-я передача: 1,47
  - 5-я передача: 1,00
  - Заднего хода: 7,09
- Передаточные числа раздаточной коробки:
  - 1-я передача: 2,27
  - 2-я передача: 1,16
- Передаточное число главной передачи: 6,67[10]
- Размер шин: 12,00—18[5]
- Пробег до капитального ремонта: 120 000[11]

Для ЗИЛ-157 выпуска с 1958 по 1961 годы:
- Номинальная мощность: 76,5 кВт (104 л. с.).
- Максимальная скорость: 65 км/ч.
- Передаточные числа коробки передач были другими, как на ЗИС-150 и ЗИС-151: 1-я передача — 6,24; 2-я передача — 3,32; 3-я передача — 1,898; 4-я передача — 1,00; 5-я передача — 0,81; задний ход — 6,70.
- Передаточные числа раздаточной коробки были другими, как на ЗИС-151: 1-я передача — 2,44; 2-я передача — 1,24.
- АКБ 6СТ-100

## Модификации
В СССР выпускались модификации от базовой модели ЗИЛ-157:
- ЗиЛ-157К — базовая модель с 1961 года, в конструкции использовались детали ЗИЛ-130[12].
  - ЗиЛ-157КВ — седельный тягач с 1961 года.
  - ЗиЛ-157КГ — с экранированным оборудованием с 1961 года.
  - ЗиЛ-157КД — базовая модель с 1978 года. Оснащён карбюратором К-88АЖ, часть деталей унифицирована с ЗиЛ-130[13].
    - ЗиЛ-157КДВ — седельный тягач с 1978 года.
- ЗиЛ-157-Р — опытная модель, с равнорасположенными мостами по базе автомобиля, при этом подвеска каждого моста была независима.
- ЗиЛ-157В — седельный тягач.
- ЗиЛ-157Ю — тропическое исполнение.
- ЗиЛ-157Г — с экранированным оборудованием.
- ЗиЛ-157Э — экспортный вариант.
- ЗиЛ-157Е — специальное шасси с двумя бензобаками (по 150 л).
- ЗиЛ ММЗ-4510 - самосвал.

В Китайской Народной Республике выпускалась модификация ЗиЛ-157 — Jiefang CA-30.

## Машины на базе
- Армейский автофургон ЗиЛ-157 с кузовом КУНГ-1М.
- Радиостанция Р-102 на базе ЗиЛ-157, разработана и принята на вооружение в 1970 году.[14]
- Бескапотные автобусы «Прогресс-7» на шасси ЗиЛ-157 и «Прогресс-9» на шасси ЗиЛ-157К.
- Пожарные машины ПМЗ-27 и ПМЗ-56А на базе ЗиЛ-157.
- Мостоукладчик на шасси ЗиЛ-157Е для КММ — колейный механизированный мост, разработанный в 1959 году на Калининградском заводе «Стройдормаш» для замены моста образца 1957 года на шасси ЗиС-151 и после завершения испытаний принятый на вооружение Вооруженных Сил СССР. В состав понтонного парка входило пять машин-мостоукладчиков, каждая из которых перевозила секцию моста длиной 7 метров и шириной 3 метра, собранный мост имел грузоподъемность 15 тонн[15][16].
- Опытный автомобиль ЗиЛ-4311, разрабатывавшийся для замены ЗиЛ-157.

## Разное
В советском фольклоре этот автомобиль получил прозвища «Захар», «Колун», «Бенц», «Полтергейст», «Трумэн», «Бабай», «Семечка», «Ступа», «Крокодил», «Мормон» (название «Мормон» или «Ма́рмон» было связано с американской автокомпанией Marmon-Herrington, с прототипа грузовика которой, поставлявшегося в СССР в военные годы по ленд-лизу и использовавшегося в качестве носителя для «Катюши», якобы был скопирован ЗиЛ-157, хотя конструктивно две машины не связаны); в Болгарии — «Джуган», в Литве — «Шяшякойис крокодилас» («Шестиногий крокодил»). В советское время на Чукотке, Магаданской области, Камчатке и Якутии этот автомобиль называли «Краб» или «Зурс». В районах северо-запада имеет прозвище «Утюг», полученное за внешний вид кабины. Другое широко распространенное прозвище — «Поларис». В бригадах охотников Центрального федерального округа, а в частности Рязанской области, автомобиль с кунгом в исполнении ПАРМ-1 получил прозвище «Зензубель».